# David Pizarro
David Marcelo Pizarro Cortés, čilenski nogometaš, * 11. september 1979, Valparaíso, Čile.
Sodeloval je na nogometnemu delu poletnih olimpijskih iger leta 2000 in osvojil bronasto medaljo.